# Mysmena
Mysmena és un gènere d'aranyes araneomorfes de la família dels mismènids (Mysmenidae). Fou descrit per primera vegada l'any 1894 per Eugène Simon.
Les espècies d'aquest gènere són cosmopolites i estan distribuïdes per tot el món: Àsia, Amèrica, Oceania, Europa i Àfrica.

## Taxonomia
Segons el World Spider Catalog amb data del 2018, Mysmena te reconegudes les següents 48 espècies:
- Mysmena acuminata  (Marples, 1955)
- Mysmena arcilonga  Lin & Li, 2008
- Mysmena awari  (Baert, 1984)
- Mysmena baoxingensis  Lin & Li, 2013
- Mysmena biangulata  (Lin & Li, 2008)
- Mysmena bizi  Miller, Griswold & Yin, 2009
- Mysmena calypso  Gertsch, 1960
- Mysmena caribbaea  (Gertsch, 1960)
- Mysmena changouzi  Miller, Griswold & Yin, 2009
- Mysmena colima  (Gertsch, 1960)
- Mysmena conica  (Simon, 1895)
- Mysmena cornigera  (Lin & Li, 2008)
- Mysmena dumoga  (Baert, 1988)
- Mysmena furca  Lin & Li, 2008
- Mysmena gibbosa  Snazell, 1986
- Mysmena goudao  Miller, Griswold & Yin, 2009
- Mysmena guianensis  Levi, 1956
- Mysmena haban  Miller, Griswold & Yin, 2009
- Mysmena incredula  (Gertsch & Davis, 1936)
- Mysmena isolata  Forster, 1977
- Mysmena jinlong  Miller, Griswold & Yin, 2009
- Mysmena leichhardti  Lopardo & Michalik, 2013
- Mysmena leucoplagiata  (Simon, 1879)
- Mysmena lulanga  Lin & Li, 2016
- Mysmena maculosa  Lin & Li, 2014
- Mysmena marijkeae  (Baert, 1982)
- Mysmena marplesi  (Brignoli, 1980)
- Mysmena mooatae  (Baert, 1988)
- Mysmena nojimai  Ono, 2010
- Mysmena nubiai  (Baert, 1984)
- Mysmena phyllicola  (Marples, 1955)
- Mysmena quebecana  Lopardo & Dupérré, 2008
- Mysmena rostella  Lin & Li, 2008
- Mysmena rotunda  (Marples, 1955)
- Mysmena santacruzi  (Baert & Maelfait, 1983)
- Mysmena shibali  Miller, Griswold & Yin, 2009
- Mysmena spirala  Lin & Li, 2008
- Mysmena stathamae  (Gertsch, 1960)
- Mysmena taiwanica  Ono, 2007
- Mysmena tamdaoensis  (Lin & Li, 2014)
- Mysmena tarautensis  (Baert, 1988)
- Mysmena tasmaniae  Hickman, 1979
- Mysmena tembei  (Baert, 1984)
- Mysmena vangoethemi  (Baert, 1982)
- Mysmena vitiensis  Forster, 1959
- Mysmena wawuensis  Lin & Li, 2013
- Mysmena woodwardi  Forster, 1959
- Mysmena zhengi  Lin & Li, 2008

### Fòssils
Segons el World Spider Catalog versió 19.0 (2018), existeixen les següents espècies fòssils:
- †Mysmena copalis  Wunderlich, 2011
- †Mysmena curvata  Wunderlich, 2011
- †Mysmena dominicana  Wunderlich, 1998
- †Mysmena fossilis  Petrunkevitch, 1971
- †Mysmena groehni  Wunderlich, 2004
- †Mysmena grotae  Wunderlich, 2004